# 纳里略斯德尔雷沃利亚尔
纳里略斯德尔雷沃利亚尔，是西班牙卡斯蒂利亚-莱昂阿维拉省的一个市镇。 总面积17km2, 总人口67人（2001年），人口密度4人/km2。